# Alcione Mazzeo
Alcione Mazzeo (Santos, 27 de maio de 1951) é uma ex-modelo e atriz brasileira. Atuou principalmente nas décadas de 70 e 80.

## Biografia
Nascida em Santos numa família de origem italiana e portuguesa, mudou-se para a cidade do Rio de Janeiro com quinze anos. Após terminar seus estudos - enquanto trabalhava como secretária - fez curso de manequim-modelo e mais tarde de interpretação com os atores Jayme Barcellos, Rubens Correia e Cláudio Cavalcanti.
Em 1969 fez seu primeiro comercial e não parou mais: posou para editoriais de moda de revistas brasileiras como Desfile, Manchete, Pais e Filhos, diversos calendários, capas de disco, comerciais diversos, fotonovelas, além de desfilar nas passarelas não só do Brasil como também do México, Argentina e Canadá.
Em 1973, fez sua primeira aparição no cinema nacional em Amante Muito Louca, de Denoy de Oliveira. Depois dessa participação vieram mais doze filmes, alguns como protagonista.
Na TV, sua estreia foi no Fantástico, atuando em videoclipes. Nessa época, Alcione foi chamada às pressas para substituir uma atriz que faltou à gravação do programa Moacyr Franco Show, grande sucesso da Rede Globo nos anos 70. Essa participação fez com que o diretor Augusto César Vanucci a contratasse para atuar em Satiricom, humorístico estrelado por Jô Soares, Agildo Ribeiro e Berta Loran entre outros. Foi o início de seu contrato com a TV Globo, que durou dezoito anos.
Em 1975, participou do especial Azambuja & Cia, quando conheceu Chico Anysio, que mais tarde criaria especialmente para ela a personagem Maria Angélica, namorada de Bozó, uma grande oportunidade para quebrar a imagem de "mulherão". O personagem foi um grande sucesso, liderando as pesquisas do IBOPE de preferência do público. O personagem era uma febre, principalmente entre as crianças, que faziam "maria-chiquinha" no cabelo e se vestiam como ela, além de repetir o bordão "que nem eu".
Em teatro, sua estreia foi em Camas Redondas Para Casais Quadrados, em 1977, onde atuava ao lado de nomes como Vanda Lacerda, Felipe Carone, Anilza Leoni e Lúcio Mauro. Depois, vieram mais doze espetáculos, dentre eles Grande Motel, ao lado de John Herbert,Um caso de Amor, com Reginaldo Faria e Alfredo Virou a Mão, de João Bethencourt.
Posou nua para a revista Playboy em janeiro de 1980, em fotos que quase foram proibidas por Chico Anysio. Já havia feito ensaios sensuais para a revista Ele Ela, sendo famosa a capa de novembro de 1975.[carece de fontes?]
Paralelamente à carreira de atriz, Alcione estudou turismo, tendo se formado em 2000, pela UniverCidade. Ainda neste ramo, frequentou curso profissional de guia de turismo, obtendo registro da Embratur e chegando à trabalhar no receptivo do Rio de Janeiro. Trabalha como voluntária na Audioteca Sal & Luz, gravando aulas para deficientes visuais.[carece de fontes?]
Alcione é mãe do ator e humorista Bruno Mazzeo, fruto de sua união com Chico Anysio.

## Filmografia

### Cinema
| Ano  | Título                                    | Personagem       | Notas                   |
| ---- | ----------------------------------------- | ---------------- | ----------------------- |
| 2019 | Tá Rindo de Quê? Humor e Ditadura         | Ela mesma        | Documentário            |
| 2017 | Ódio                                      | Esther           |                         |
| 2016 | Walter do 402                             | Vera             | Curta-metragem          |
| 2015 | Linda de Morrer                           | Marcela          |                         |
| 2011 | As Aventuras de Agamenon, o Repórter      | Sra. Melo Pinto  |                         |
| 2011 | Surferssauros - Os Tubarões de Copacabana | Zulma            |                         |
| 2007 | Um Encontro Inesquecível                  | —                |                         |
| 2001 | Suicídio, Nunca                           | Vizinha          | Curta-metragem          |
| 1988 | Banana Split                              | mãe de Jane      |                         |
| 1982 | Perdida em Sodoma                         | Gisa             |                         |
| 1981 | A Mulher Sensual                          | Berta            |                         |
| 1980 | O Incrível Monstro Trapalhão              | Ritinha          |                         |
| 1976 | Tangarela, a Tanga de Cristal             | Sandra           |                         |
| 1976 | Já Não Se Faz Amor Como Antigamente       | Maria Tereza     | Segmento: "Flor de Lys" |
| 1976 | Tem Folga na Direção                      | Marina           |                         |
| 1975 | Cada um Dá o que Tem                      | Yvonne           | Episódio: "O Despejo"   |
| 1975 | O Estranho Vício do Dr. Cornélio          | Angélica         |                         |
| 1974 | O Exorcismo Negro                         | Luciana          |                         |
| 1973 | O Descarte                                | Garota legal     |                         |
| 1973 | Amante Muito Louca                        | Garota na lancha |                         |

### Televisão
| Ano     | Título                          | Personagem                    | Notas                                    |
| ------- | ------------------------------- | ----------------------------- | ---------------------------------------- |
| 2022    | Além da Ilusão                  | Dona Creuza                   | Participação Especial                    |
| 2019    | Topíssima                       | Passageira de Antônio         | Participação Especial                    |
| 2016    | Rock Story                      | Delfina                       |                                          |
| 2015    | Tudo pela Audiência             | Maria Angélica                |                                          |
| 2015    | Santo Forte                     | Iracema                       | 2 episódios                              |
| 2013    | Adorável Psicose                | Madame                        | Episódio: "O Presente"                   |
| 2010-15 | Zorra Total                     | Vários personagens            |                                          |
| 2010    | Ti Ti Ti                        | Madame Jezebel                |                                          |
| 2006    | Turma do Didi                   | —                             |                                          |
| 2005    | A Diarista                      | Gregória Dantas               | Episódio: "Ipanema, 500 Metros"          |
| 2005    | Senta que Lá Vem a Comédia      | —                             | Episódio: "Anjinho Bossa Nova"           |
| 2001    | Escolinha do Professor Raimundo | Maria Angélica                |                                          |
| 1996    | Você Decide                     | —                             | Episódio: "Sonho Olímpico"               |
| 1995    | Tocaia Grande                   | Irmã Auxiliadora              |                                          |
| 1993-94 | Show de Calouros                | Jurada                        |                                          |
| 1991    | O Portador                      | Rosário                       |                                          |
| 1991    | Salomé                          | Sarita                        |                                          |
| 1991    | A Praça é Nossa                 | —                             |                                          |
| 1986    | Cambalacho                      | Mulher na platéia do tribunal |                                          |
| 1985    | Caso Verdade                    | —                             | Episódio: "Impressão Digital"            |
| 1984    | Caso Verdade                    | —                             | Episódio: "O Voo do Colibri"             |
| 1983    | Guerra dos Sexos                | Arlene                        |                                          |
| 1983    | Caso Verdade                    | Solange                       | Episódio: "UDA 57 - Uma Viagem Terrível" |
| 1982    | Caso Verdade                    | Moça rica                     | Episódio:"Irmã Dulce"                    |
| 1982    | Caso Verdade                    | —                             | Episódio:"Jornada de Amor"               |
| 1982    | Chico Anysio Show               | Várias Personagens            |                                          |
| 1982    | Sol de Verão                    | Isabel                        | [ 4 ] [ 5 ]                              |
| 1981    | Baila Comigo                    | Laura Duarte                  |                                          |
| 1981    | Viva o Gordo                    | Vários personagens            |                                          |
| 1981    | Chico Total                     | Vários personagens            |                                          |
| 1979    | Os Trapalhões                   | —                             |                                          |
| 1978    | Pecado Rasgado                  | Vera                          |                                          |
| 1977-78 | Chico City                      | Maria Angélica                |                                          |
| 1977    | Praça da Alegria                | Vários personagens            |                                          |
| 1977    | Planeta dos Homens              | Vários personagens            |                                          |
| 1975    | Azambuja & Cia                  | Vários personagens            |                                          |
| 1974    | Satiricom                       | Vários personagens            |                                          |
| 1972    | Moacyr Franco Show              | —                             |                                          |
| 1972    | A Grande Família                | —                             |                                          |

### Teatro
- 2001 - 2002 - Alfredo Virou a Mão
- 2001 - O Cândido Chico Xavier
- 1998 - Os Dálmatas ... Cruela Cruel
- 1997 - Além da Vida
- 1993 - Um Caso de Amor
- 1991 - Uma Faca de Dois Legumes
- 1991 - Piano Pianíssimo
- 1990 - Uma Cama para Quatro
- 1986 - Um Elefantinho Incomoda Muita Gente
- 1984 - 1985 - Grande Motel
- 1982 - Mame-o ou Deixe-o
- 1978 - A Filha da...
- 1977 - Camas Redondas e Casais Quadrados